# Der Mensch vom Mars
Der Mensch vom Mars (Originaltitel polnisch Człowiek z Marsa) ist das Science-Fiction-Erstlingswerk von Stanisław Lem. Es erschien erstmals 1946 in der polnischen Zeitschrift Nowy Świat Przygód. Die deutsche Ausgabe erschien 1989 im Insel Verlag, übersetzt von Hanna Rottensteiner. Lem schrieb das Buch ursprünglich „lediglich für einen kleinen Freundeskreis“, betrachtete es als schwach und wollte es „... vor der ganzen Welt, Polen inbegriffen, verschweigen.“

## Inhalt
Der Ich-Erzähler, ein Journalist, wird ungewollt Teil eines Teams von Wissenschaftlern, die heimlich ein vor kurzem abgestürztes Raumschiff untersuchen. Herkunft ist der Mars, einziger Insasse ein „Areanthrop“ genannter Marsianer. Dieser besteht aus einer lebenden Substanz der Art eines Protoplasmas in einem massiven, kegelförmigen Cyborg-Körper.  
Die Wissenschaftler bemühen sich zunächst erfolglos um eine Kontaktaufnahme. Nach mehreren Experimenten mit dem Marsianer bzw. seiner Hülle wird das Team von dem Marsianer mittels telepathischer Manipulation auf den Mars gebracht. In einer Vision kann der Reporter die Reise des Marsianers zur Erde nachvollziehen. Es stellt sich indessen heraus, dass den Marsbewohnern menschliche Regungen vollkommen fremd sind und der Marsianer keinerlei Interesse am Wohlergehen der Besuchten hat.  
Nachdem einer der Wissenschaftler, kontrolliert von dem Marsianer, einen seiner Kollegen umgebracht hat, schaffen es die verbliebenen Menschen unter weiteren Opfern, den Marsianer zu zerstören. Während die schlussendlichen Handlungsmotive des Besuchers unklar bleiben, wird deutlich, dass die Entwicklung der Marsianer extrem fortgeschritten und die Verschiedenheit zwischen beiden Spezies fundamental ist, Motive und Gedankenwelten der Marsianer für Menschen grundsätzlich nicht verstehbar sind.

## Verortung in Lems Werk
Lem kritisierte sein Frühwerk teils drastisch. Der Mensch vom Mars ist insofern eine Ausnahme, dass Lem konstatierte, bei der erneuten Lektüre „erstaunt, ja fast schockiert [gewesen zu sein], als ich in der Fabel einige Leitmotive erkennen konnte, die meine vierzigjährige Arbeit als Schriftsteller geprägt haben.“

## Ausgaben auf Deutsch
- Erstausgabe: Der Mensch vom Mars. Übersetzt von Hanna Rottensteiner. Mit einem Nachwort von Stanisław Lem. Insel Verlag, Frankfurt am Main 1989, ISBN 3-458-16041-8
- Neuauflage: Der Mensch vom Mars. Übersetzt von Hanna Rottensteiner. Mit einem Nachwort von Stanisław Lem. Suhrkamp Verlag, Frankfurt am Main 1992, ISBN 3-518-38645-X